# Łamanie gumową pałką
Łamanie gumową pałką (kryptoanaliza gumowej pałki) – eufemizm oznaczający metodę wydobywania informacji chronionych z zastosowaniem gróźb, szantażu, a nawet tortur. Pierwszy raz termin został użyty 16 października 1990 przez Marcusa J. Ranuma na grupie sci.crypt.